# Große Siechenbande
Die Große Siechenbande war eine Räuberbande im Rheinland zur Zeit des Übergangs vom 17. ins 18. Jahrhundert. Die meist durch Verwandtschaft miteinander verbundenen Mitglieder tarnten sich als Leprosen und lebten überwiegend in den Siechenhäusern des Rheinlandes.
Zwischen 1698 und 1710 verübte die Siechenbande nebst einer großen Zahl minder schwerer Verbrechen mindestens 18 Morde und Mordversuche, die ihr in Strafverfahren zwischen 1710 und 1712 nachgewiesen wurden. Dabei handelte es sich um Raub und um Raubmorde nach Straßenüberfällen mit geringer Ausbeute, weil zumeist nur die Kleidung des Opfers und geringe Geldbeträge erbeutet wurden.
Die Bandenmitglieder bewohnten trotz ihrer Gesundheit die Leprosenheime in Köln, Aachen, Düsseldorf und Ratingen, wobei sie den dazu erforderlichen Siechenbrief erwarben oder fälschten und die Krankheit selbst recht professionell simulierten. Da die Lepra am Ende des 17. Jahrhunderts kaum noch auftrat, stellte die Mitglieder der Bande in manchen der Heime die gesamte Belegung. Obwohl Spuren der Verbrechen in der Nähe der abseits gelegenen Leprosenheime gefunden wurden, blieben die Räuber aufgrund ihres Leprosenstatus lange Zeit unbehelligt von den Ermittlungen der Justiz.
Die Bande flog nach der Festnahme einiger Enkel des damals 68-jährigen Anführers der Bande, Peter Schieper, auf: Die Kinder wurden beim Obstdiebstahl erwischt und prahlten mit den Taten ihrer Familie, was zur weitgehenden Aufdeckung der Machenschaften der Siechenbande führte: Unter Anwendung von Folter gestanden zahlreiche Familienmitglieder ihre Taten. In Strafprozessen nach der peinlichen Halsgerichtsordnung Karls V. wurden sie zu schweren Strafen, bei den Haupttätern war es stets die Todesstrafe, verurteilt. Das Bandenoberhaupt Schieper nahm sich vor deren Vollstreckung im Kerker das Leben.
Infolge der Prozesse und aufgrund der Erkenntnis über die tatsächlichen Größenordnungen der Lepraerkrankungen wurden die Leprosenhäuser im Herzogtum Jülich und in Stadt Köln und Kurköln ganz geschlossen. Die verbliebenen „echten“ Leprosen des kurkölnischen Gebietes wurden ins Leprosenhaus nach Bonn verbracht.